# Cymbium (anatomia)

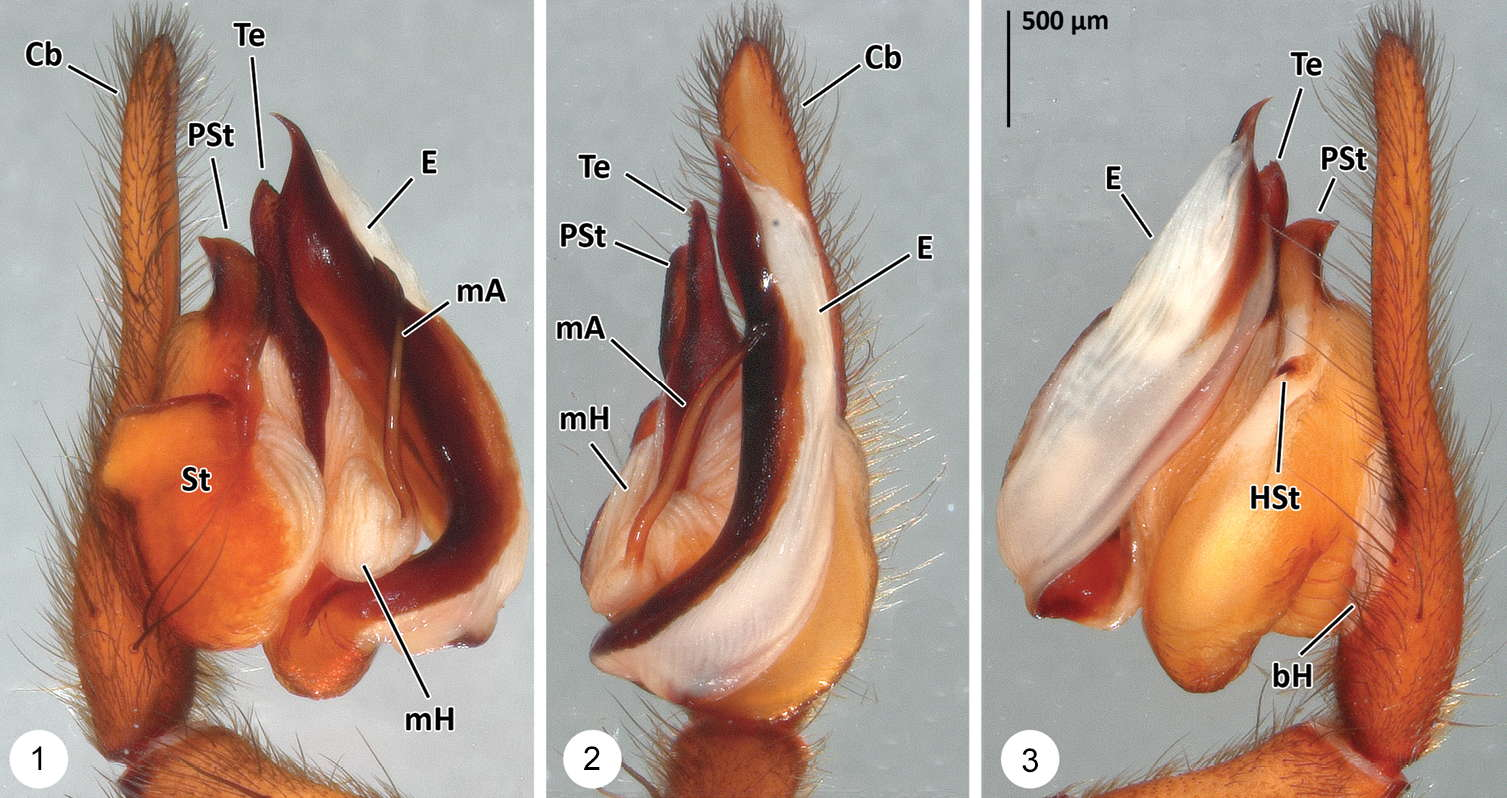
Bulbus lewego nogogłaszczka Thaida cephu z cymbium oznaczonym jako Cb

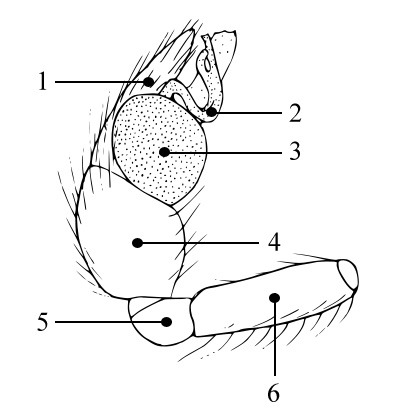
Lewy nogogłaszczek samca Anisaedus levii w widoku przednio-bocznym. Cymbium oznaczony cyfrą 1

Cymbium – element męskich narządów rozrodczych niektórych pająków.
Cymbium to zmodyfikowana stopa nogogłaszczków samców, stanowiąca część ich aparatu kopulacyjnego. Znajduje się na niej łódeczkowate wgłębienie, w którym osadzony jest bulbus. U wielu grup z nasady cymbium wyrasta paracymbium. Niektóre gatunki oprócz mają na cymbium jeszcze inne wyrostki, jak CDBP, CEBP czy CEMP.